# Csehszlovák államfordulat
Csehszlovák vagy szlovák államfordulat (másképp impériumváltás) alatt azt a folyamatot értjük, ami során a későbbi Csehszlovákia és további Magyarországon maradt területek megszállására irányuló katonai akciók történtek, majd fokozatosan szlovák és csehszlovák közigazgatást vezettek be (szűkebb értelemben 1918–1919). Ehhez kapcsolódóan mindenütt szimbólumváltás is történt, illetve a korábbi magyar államnyelvet felváltotta a cseh és szlovák nyelv. Nemcsak a magyar nyelvhasználat szorult háttérbe, hanem az állami iskolahálózat is radikális változásokon ment keresztül a magyarság kárára, s ez a leépítés a trianoni békeszerződést követően sem állt meg.
Magyarország területén az 1918–1920-as években a vidéki közigazgatás helyenként anarchiába süllyedt, a nemzetiségi területeken az országtól való elszakadás, illetve különválás felé haladtak, valamint az ország nagy részeit fokozatosan külső hatalmak szállták meg. Ez a Felvidéken sem történt másképp. Előbb hivatalosan antant (olasz, majd később francia) irányítás alatt nyugat felől kiindulva megszállták a mai Szlovákia és Kárpátalja területét, illetve további vidékeket is. A behatolást főképp a Csehszlovák Légiók csapatai végezték, elsősorban a főbb vasútvonalak mentén. Kisebb ellenállásokra csak szórványosan került sor, főképp a kisszámú karhatalmi erők által, hiszen hivatásos magyar haderő elenyésző számban volt ekkor e területen, s azt is idővel az antant követelésére visszavonták, vagy feloszlatták. Nagyobb léptékben egyedül a Magyar Tanácsköztársaság hadereje vette fel a harcot a megszálló csapatokkal és főként Érsekújvár-Léva vonalától keletre vezettek sikeres északi irányú hadjáratot, mely területeket azonban szintén az antant követelésére feladtak, s részben ez is egyik előidézője volt a tanácsköztársaság katonai bukásának.

## Története
Az első Csehszlovák Köztársaság 1918. október 28-ai kikiáltásával vette kezdetét. A korabeli nagyhatalmi viszonyoknak és a csehszlovák politika érdekérvényesítő szerepének köszönhetően a csehszlovák–magyar államhatárt nem etnikai, hanem stratégiai, gazdasági és közlekedési szempontok alapján húzták meg Csehszlovákia javára, de nem a maximális követeléseik értelmében. 1918. október 30-án Turócszentmártonban aláírták A szlovák nemzet nyilatkozatát, amelyben a szlovákok képviseletével a Szlovák Nemzeti Tanácsot bízták meg és kinyilvánították a cseh nemzettel való közös állam szándékát.
1918. november 1-jén a Csehszlovák Légió olasz tisztek vezetésével megkezdte a Felvidék megszállását. Bár a novemberben betörő cseh csapatok gyors térnyerését megakasztották és a Magerl Károly ezredes vezette Zólyomban alakult karhatalom kiverte őket Zsolnáról és Ruttkáról, és megszervezték további helységek védelmét is, a cseh propaganda és az antant támogatásának hatására a magyar védelem összeomlott. A Nagyszombat védelmére kirendelt tengerész különítmény visszatért Pozsonyba, illetve szétszéledt, a pőstyéni különítmény zsoldot követelt, a zsolnai csoport pedig megtagadta az engedelmességet és feloszlott. Új szervezésű gyalogezredek bevetésével a csehek újabb támadásba lendültek, s december 6-án Zsolnát ismét megszállták. Bertalanffy őrnagy szeredi csoportjának fele másnapra megszökött és fosztogatásba kezdett. 1918. december 6-án Budapesten megegyeztek az ún. Bartha–Hodža demarkációs vonalban, melyet azonban később nem vettek figyelembe. 1918. december 29-én Kassát, majd másnap Pozsonyt foglalták el és 1919. január közepén fejezték be a mai Dél-Szlovákia elfoglalását. Szervezettebb ellenállásra csak Rappon, illetve Érsekújvárban került sor. Az akkor még ideiglenesnek vélt hatalomváltás elszórtan további incidenseket eredményezett (pl. 1919. február 12-én a pozsonyi sortűz, március 16-án Kassán, március 23-án a zselízi sortűz, június 10-11-i udvardi kivégzések), melyekre a csehországi németek esetében is sor került (pl. 1919. március 4-én Kadaň városában). 1919 januárjának végére kis ellenállással szembesülve lényegében elfoglalták a csehszlovák politikai vezetők által követelt területeket. A városok megszállása során a rend fenntartására a legionáriusok túszokat szedtek a városi és közéleti (politikai illetve szakszervezeti) vezetők közül, főként magyarokat, németeket és zsidókat. Hasonló sorsra jutottak az 1919-es nagy sztrájk szervezői és a résztvevő munkásság. A foglyokat két nagyobb hullámban Illava és Terezín várbörtöneibe szállították és tárgyalás nélkül több hónapig tartották fogva.
A magyar és a közös múltra utaló szobrokat és emlékműveket nagyrészt eltávolították (például Dobsinán, Rozsnyón, 1934-ben a honvéd szobrot Selmecbányán, de például Erzsébet királyné domborművét, vagy Batka János levéltáros mellszobrát is Pozsonyban 1919-ben, vagy Csáky Zénó főispánét Tátralomnicon), elpusztították (lásd a millenniumi emlékműveket Dévény várában, a Zobor hegyen, Kossuth szobrát Érsekújvárott vagy Losoncon, Rákóczi szobrát Breznóbányán, illetve Mária Terézia szobrát és a Honvéd szobrot Kassán és Vak Bottyán emléktábláját Zólyomban) vagy megrongálták (például Érsekújvárott, Pozsonyban, vagy Komáromban).
Eközben Magyarországon 1919. március 21-én kikiáltották a Tanácsköztársaságot. 1919. április 27-én a csehszlovák csapatok is átlépték a demarkációs vonalat, és május 2-án, Alessandro Angione olasz ezredes vezetésével elfoglalták Miskolcot. A Vörös Hadsereg május 9-én indította meg ellentámadását, és május 20-án foglalták vissza Miskolcot, majd Kassát és Csap-Munkács térségét is. A csehszlovákok a kudarc miatt az olasz vezetést okolták, ezért Luigi Giuseppe Piccione tábornok és az olasz misszió küldetése május 30-án véget ért. A csehszlovák katonai misszió vezetését a franciák vették át. Az 1919 májusában indított offenzíva és az északi hadjárat eredménye jelentős területek „visszafoglalása” volt. Ennek során is több véres összeütközésre került sor (lásd pl. Aranyosmaróton, a komáromi véres május 1., Udvardon). A hadjárathoz sok önkéntes és volt katona csatlakozott, nyugaton tevékenykedett az ún. Pálmay-csoport. Eperjesen június 16-án kikiáltották a Szlovák Tanácsköztársaságot, amely teljesen a Magyar Vörös Hadseregtől függött, saját bázisa nem volt. Annak ellenére hogy a szlovák függetlenedési törekvések egyik útja lehetett volna, elnöke a cseh Antonín Janoušek, hadügyi népbiztosa pedig a szepesi szász gyökerekkel rendelkező Münnich Ferenc lett. Az antant üres ígéreteinek engedve azonban ezen területeket a magyar kommunisták feladták, így a Szlovák Tanácsköztársaság (is) elbukott. 1919. július 22-én este felrobbantották a Mária Valéria híd párkányi oldalát. A hidat csak 1927-re állították helyre.
A csehszlovákok által megszállt területen februárban lezárták a határokat és március 3-9. között végrehajtották a korona lebélyegzését. Az összeg felét azonban lefoglalták és névre szóló kötvényt állítottak ki. Ezzel a saját forgalomban lévő pénz inflációját megállították, de a lakosság bizalmatlansága nőtt az új kormányzattal szemben. 1919. április 10-én pénzreformot vezettek be, létrehozva a csehszlovák koronát, melyet 1920. júliusáig lehetett becserélni a lebélyegzett koronáért. Az első bankjegyek még 1919-ben forgalomba jöttek, az érméket azonban csak 1922-ben vették használatba. 1919. április 16-án fogadták el a földreformot, ami 150 hektár mezőgazdasági és 250 hektár egyéb földterület felett kisajátította a nagybirtokokat.
1920. június 4-én aláírták a Magyarországgal kötött békeszerződést a versailles-i Trianon-palotában. A Párizs környéki békeszerződések törvényesítették Nyugat-Magyarország, a Felvidék, Kárpátalja (Ruszinszkó), Erdély, és a Délvidék elszakítását. 1920-ban és 1921-ben kötött hármas szövetség révén pedig létrejött az ún. kisantant.
Az államfordulat az egyházakat is érintette. A katolikus egyházi személyek közül elfogták, s kiutasították Batthyány Vilmos nyitrai püspököt, kiutasították Radnai Farkas besztercebányai püspököt, Balás Lajos rozsnyói püspököt zaklatták, bebörtönözték, majd rövidesen elhunyt, Párvy Sándor szepesi püspök szintén elhunyt, de bebörtönözték és meghurcolták többek között Haiczl Kálmán plébánost és Báthy László kanonokot is. Egyedül Fischer-Colbrie Ágoston kassai püspök tudott a helyén maradni. Kiutasítottak, illetve az eskületétel visszautasítása miatt elbocsátottak a hivatalnokokon kívül számos pedagógust, többek között Jurkovich Emil tankerületi főigazgatót, vagy Kalmár Elek lőcsei főgimnáziumi igazgatót.

### Demográfia
A megalakult Csehszlovákia több nemzetiségű állam volt. Nemzetiségeinek megoszlása ekkoriban: cseh (51%), német (22%), szlovák (16%), magyar (5%) és ruszin (4%) volt. A Csehszlovákiához csatolt felvidéki és kárpátaljai országrészben az 1910-es, Magyarország által rendezett népszámlálás 1084 ezer, az 1930-as csehszlovák népszámlálás 717 ezer (=18%) magyart mutatott ki. Az új állam nemzetiségi politikájában, bár jogilag a korban és a térségben haladó volt, az állampolgárság megvonásával némely esetben hátrányos helyzetbe hozta a kisebbségeit. Sok hivatalnok és állami alkalmazott (tanítók, vasutasok) nem tette le a hűségesküt és elvesztette állását (rendőrök és csendőrök, előbb a hivatalvezetők, majd egyéb hivatalnokok is). A hivatalokat nagyrészt cseh és szlovák személyekkel töltötték föl. Ezen felül tömeges kiutasítások sújtották a magyar lakosságot. A Felvidékről menekültek Magyarországon, több egyesületbe tömörültek. Az állam számos esetben korlátozta és büntette magyar nemzetiségű állampolgárait is kisebbségi életük gyakorlásában.